# مایرنیونگ
مایرنیونگ (به انگلیسی: Myrniong) یک شهرک در استرالیا است که در ویکتوریا (استرالیا) واقع شده‌است.